# 巴黎改造

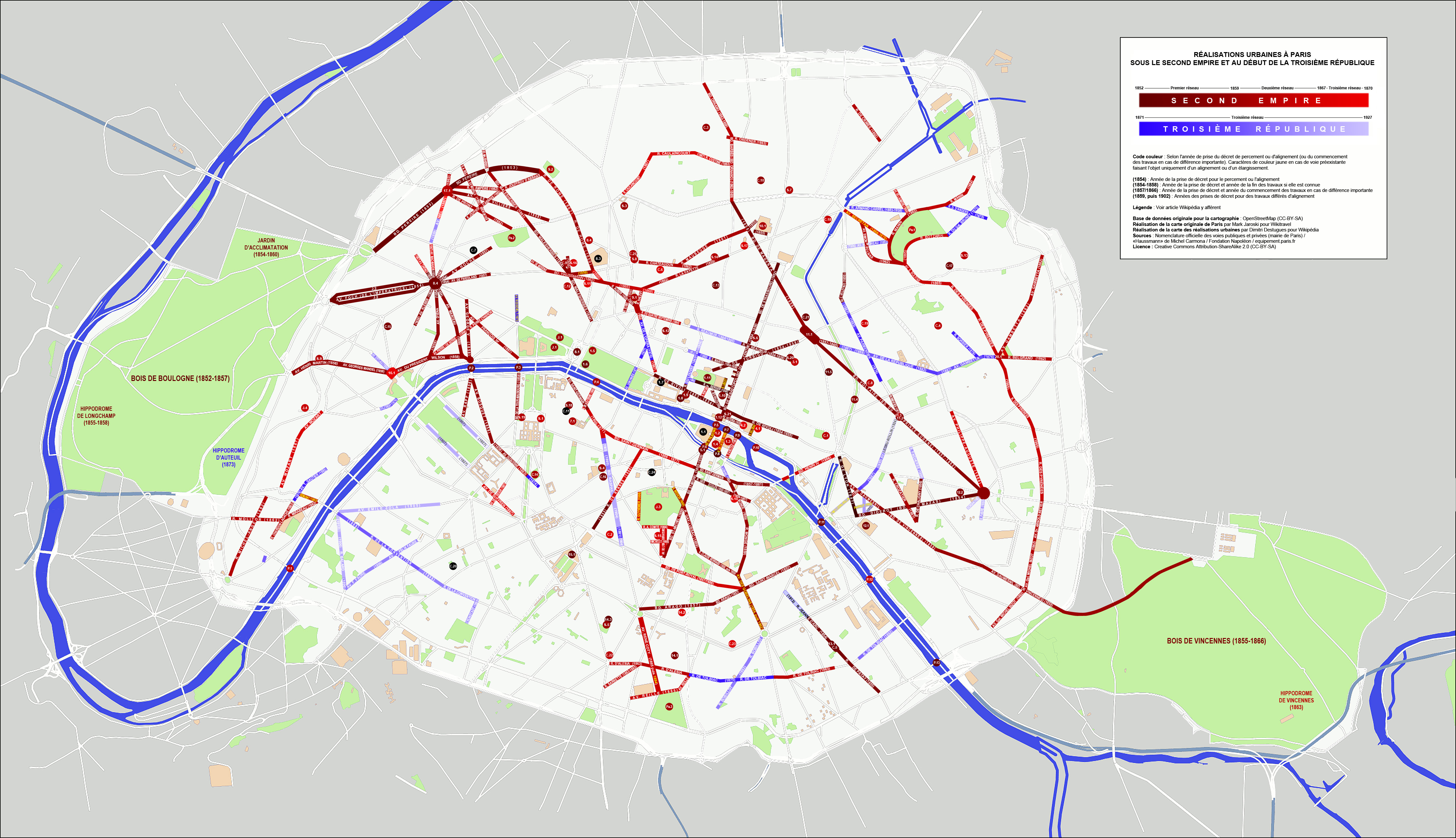
红色线条是由拿破仑三世和奥斯曼在法兰西第二帝国时期修建的大道和街道。同时还建成的有布洛涅森林、文森森林、肖蒙山丘公园和蒙苏里公园以及许多小的公园和广场。

巴黎改造或奥斯曼工程（法語：travaux haussmanniens）是指19世紀时期法国塞纳省省长喬治-歐仁·奧斯曼和拿破仑三世在位时所規劃的法國規模最大的都市規劃事業。主要進行於1850年代至1870年代，包括了拆除拥挤的脏乱的中世纪街区、修建宽敞的街道、林荫道、大的公园和广场、新的下水道，喷泉和建设水渠以及向巴黎周围郊区拓展等涵盖了巴黎各方面的巨大工程。這場改造使得巴黎被認為是現代都市的模範，也極大的改變巴黎的城市格局。
虽然这项工程在当时遭到激烈反对，奥斯曼本人也在1870年被拿破仑三世撤职，但改造工程还是按计划开展并一直持续到了1927年。如今巴黎的街道规划及呈现的特色，很大程度上应归功于奥斯曼的整修。

## 建設背景

### 城市建设还停留在中世纪的巴黎
19世纪中期的巴黎市中心拥挤不堪、不透光、危险而又脏乱。在1845年，法国的社会改革家维克多·孔西德朗（Victor Considerant）为此写道：“巴黎就像一座大型的工厂，而内部已朽烂不堪。那里人世间的疾苦、害虫和疾病横行四方，那里连光和空气都难以穿通。巴黎是一个讨厌至极的地方，植物不是枯萎就是死亡。还有那里的七个幼儿中，一年内就死去了四个。”城岛上的交通规划、在卢浮宫与巴黎市政厅之间被称作quarter des Arcis的街区自中世纪以来几乎没有改变。在这些旧的街区人口密度非常高，在巴黎的香榭丽舍街区每186平方米有一户居民；阿尔西和圣阿维耶街区（今巴黎第三区的部分）每3平方米有一户居民。1840年，一位医生描述了在城岛的一栋建筑物内的一间5平米的单人间挤着23个人，都是成年人和小孩。在这种环境下疾病飞速传播，霍乱在1832和1848年席卷巴黎。1848年霍乱蔓延期间，quarter des Arcis街区和城岛的人有百分之五的人口死亡。。福楼拜的朋友作家兼摄影师的马克西姆·迪康（Maxime Du Camp）也曾在他的著作中如此描述当时（1848）的巴黎“越来越不适合居住。人口不断增加，铁路又在不断地运送来移民……那些腐臭的、狭窄的、错综复杂的小街巷禁锢着人们，令人窒息。卫生、安全、交通便捷和公共道德，所有这些都被其阻碍。”
交通也是当时巴黎的另一个主要问题。这两个街区中最宽的街道有5米宽，最窄的只有1至2米。
此时的巴黎市中心是革命孕育的摇篮，1830年至1848年间有7次武装起义和暴动在巴黎市中心展开，特别是在位于市中心的巴黎市政厅附近和在塞纳河左岸圣女日南斐法山的附近。这些地方的街区的人民已采取了用石头铺路、在狭窄的街道设置路障，但最后还是被军队所拆除。

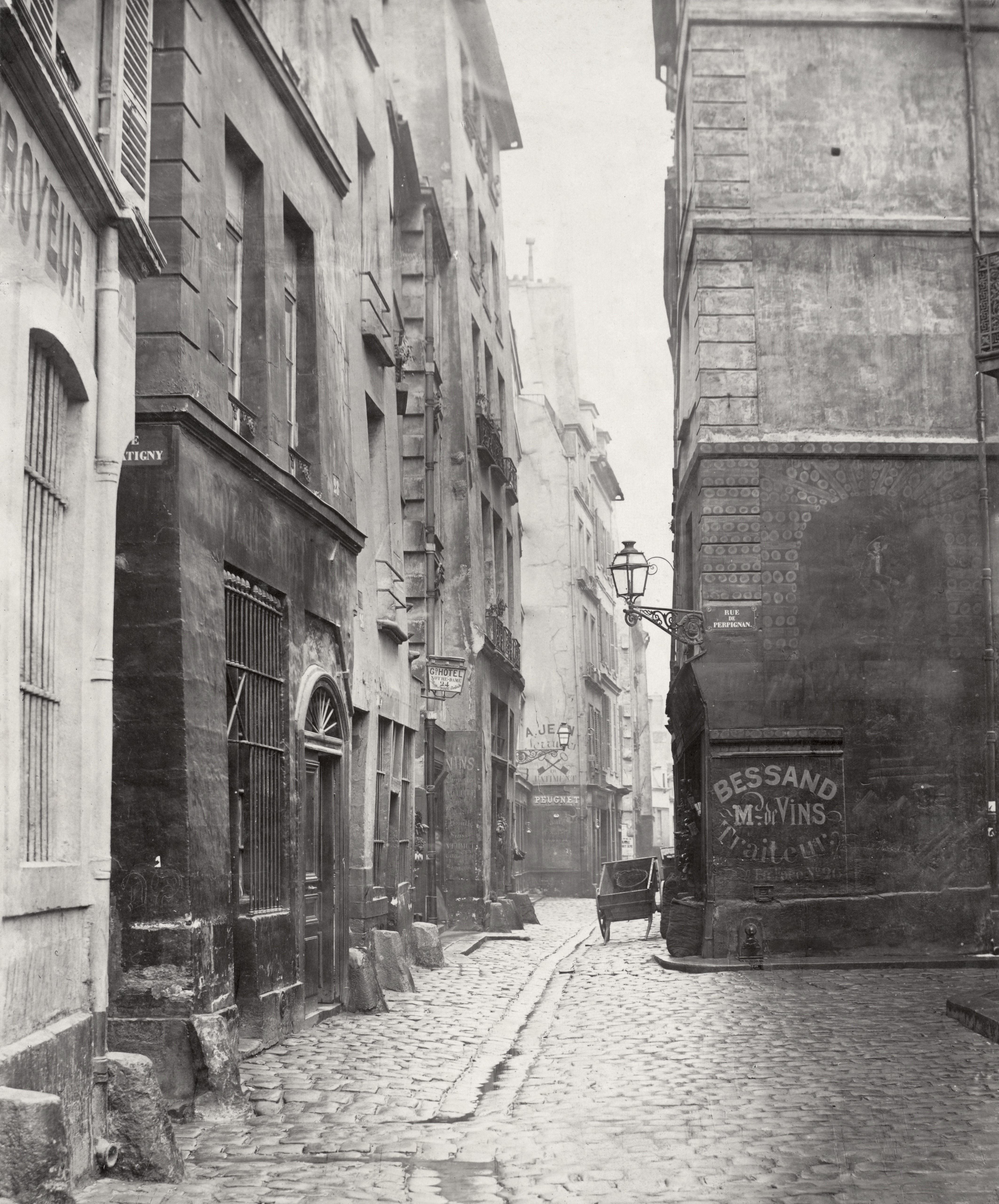
摄于1850年代，西岱岛上一狭窄阴暗的中世纪时期的街道，在巴黎主宫医院附近
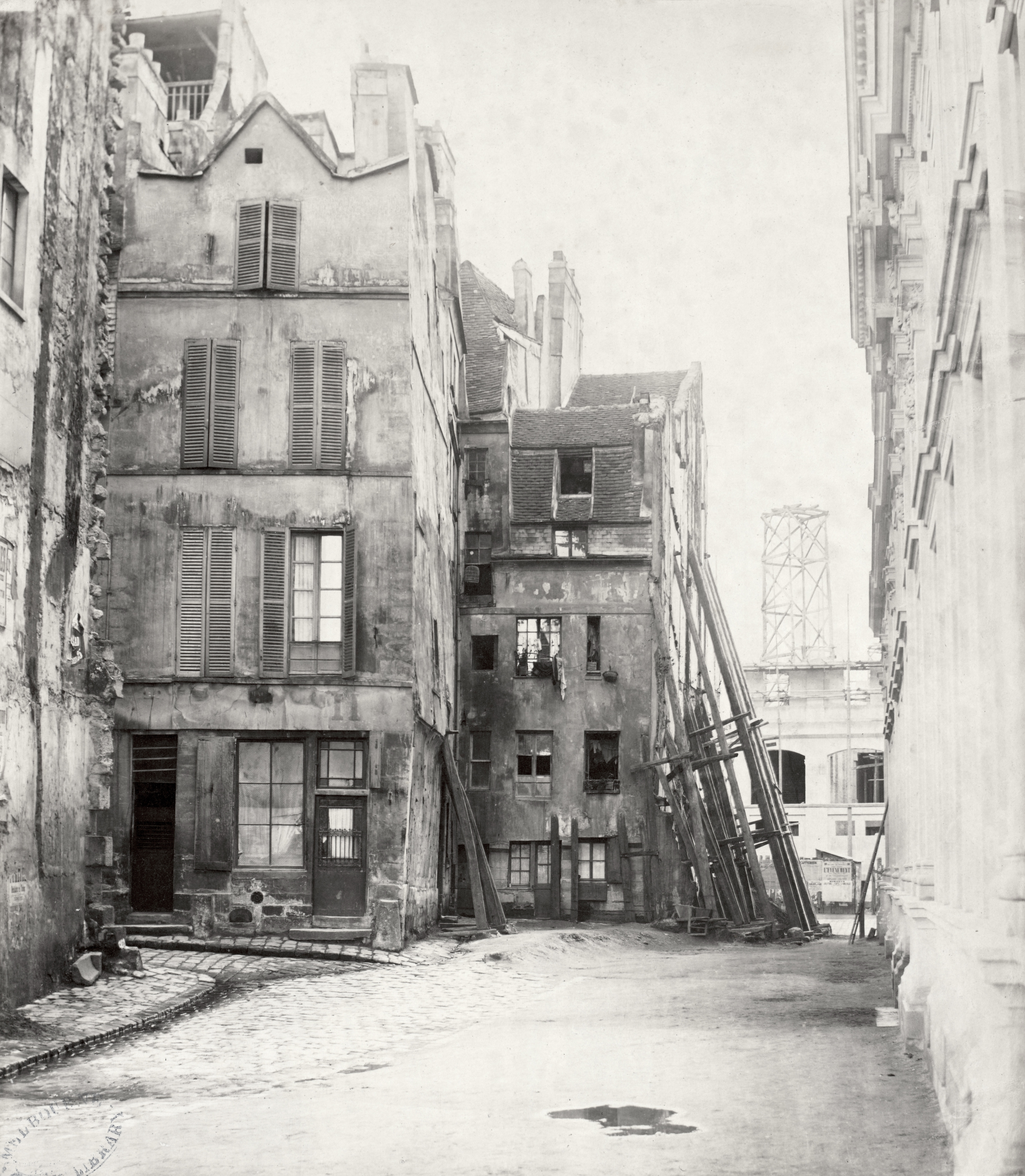
西岱岛上的另一条街道（Rue du Marché aux fleurs，1812年修建）和破旧的房屋，如今是路易斯·莱皮勒广场（Place Louis Lépine）
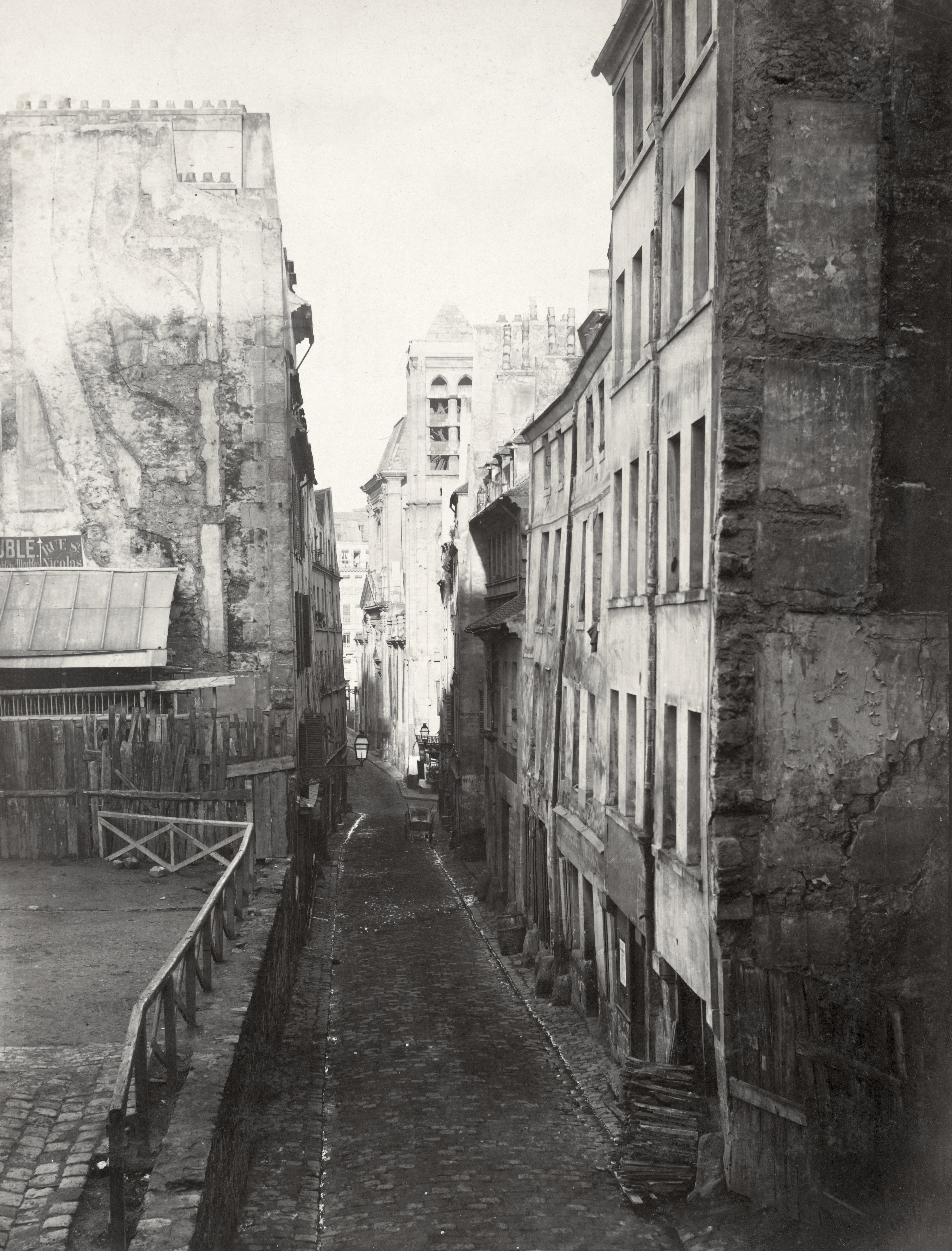
塞纳河左岸先贤祠附近的中世纪时期狭窄街道（Rue du Jardinet）
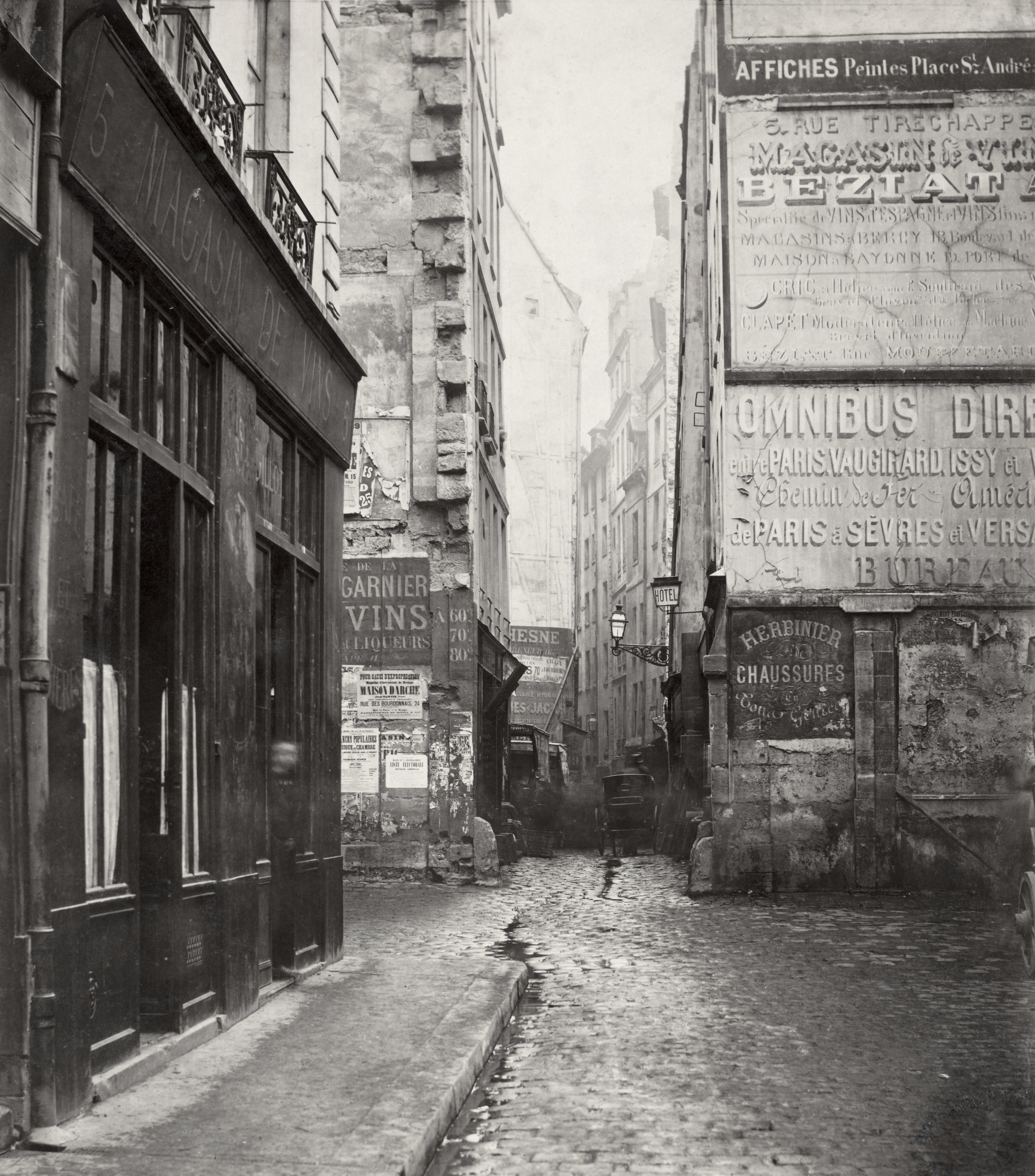
位于老Quarter des Arcis街区的一条街道，在拓宽里沃利街时抹除
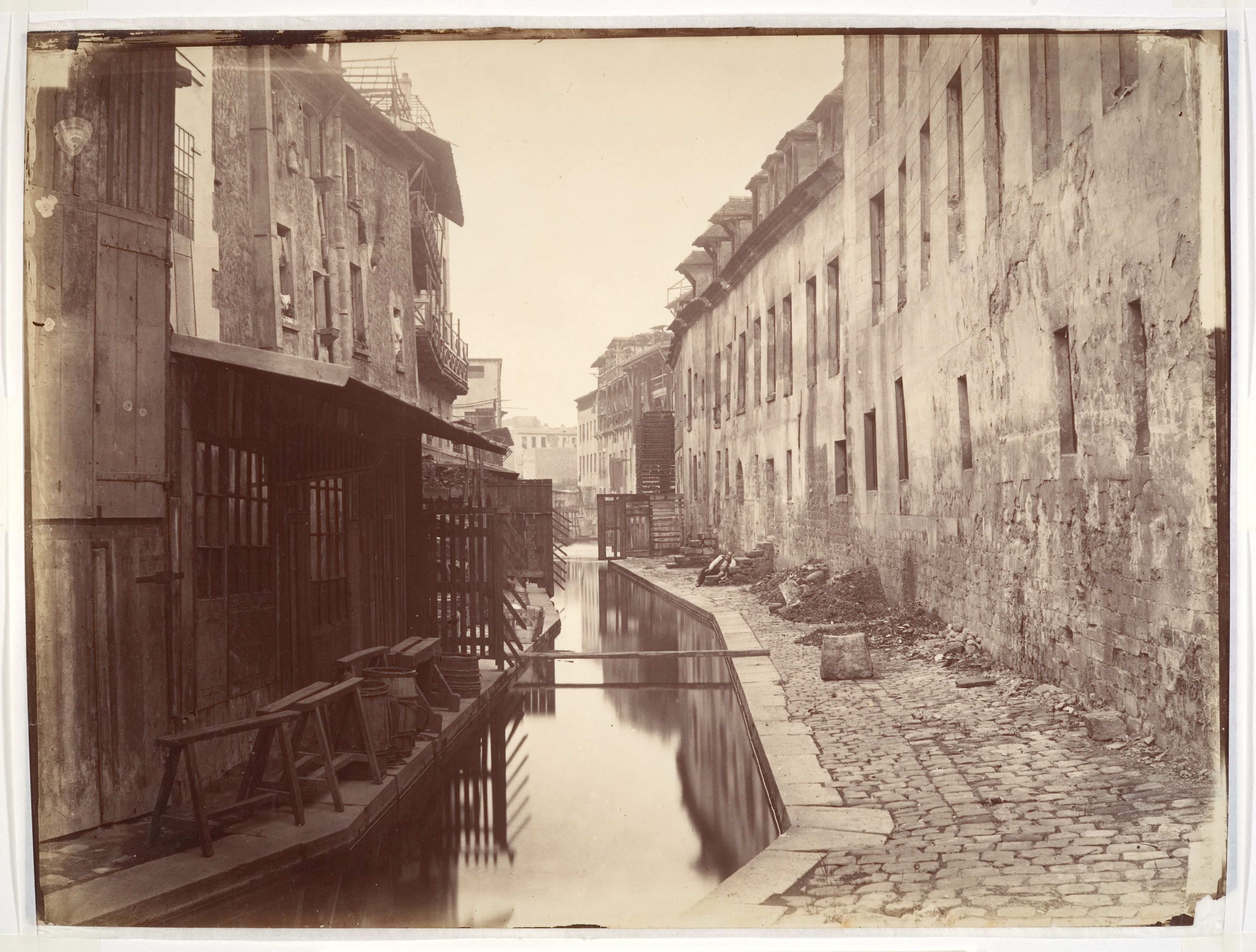
塞纳河支流比耶夫尔河（Bièvre）曾被作为巴黎制革厂、淀粉厂等工厂产生的废弃物的排放处，是当时巴黎的排污系统组成部分

### 城市问题的察觉和早期使城市现代化的努力
巴黎城市出现的问题在18世纪被人们察觉。伏尔泰就曾抱怨“集市修建于狭窄的街道上，市场的不洁毫无保留的显现出来，那里传染病传播，那里的混乱也不休止。”他也曾写道卢浮宫的外观令人称赞，但它却被只和哥特人和汪达尔人相称的建筑所掩埋”。他批评政府把资金投入到非公共建设工程事项的毫无意义地方上。就如伏尔泰在1739年写给普鲁士君主信中所言：“我看见他们在这种城市管理方式下燃放烟火，有烟火之前还不如建造一个市政厅、美丽的广场、漂亮的喷泉宏伟而又方便的市场。”
18世纪，法国建筑学理论家、史学工作者伽特赫梅赫·德·甘西曾计划过修建或者拓宽每个街区的广场、拓宽拓展巴黎圣母院前的广场以及修建连接卢浮宫和巴黎市政厅间的道路。他在1791到1792间将圣-日芮维埃芙教堂改造为了陵墓的先贤祠。一位来名叫莫罗的巴黎首席建筑师曾建议发挥塞纳河河堤另外的作用，铺设路面。他也建议修建大的广场、在地标建筑前腾出足够空间、切割新的道路。1794年法国大革命期间，“艺术家委员会”这一组织草拟了一格规模宏大的的计划，修建宽的大道，包括一条民族广场和卢浮宫之间的笔直街道、修建向四周不同方向延伸出道路的广场、极大地利用在革命期间从教堂那里没收来的土地。但这些计划最终却成为一纸空文。
1840年法国建筑师萨塞尔·达利（César Daly，1811-1894）针对巴黎城市建设问题创办了《建筑与公共工程综合杂志》（Revue générale de l'architecture et des travaux publics，1840-1888），也是法国史上第一本城市规划杂志，在杂志中他对巴黎城市规划上的问题予以了深刻而尖锐的抨击。
拿破仑·波拿巴也曾雄心勃勃地计划重建巴黎。他从运河修建开始，使之为这座城市提供淡水。接着他又开始延伸里沃利街的工程，从协和广场开始延伸，但在他下台前只延伸到了卢浮宫。在拿破仑被流放至圣赫勒拿岛的途中，他如此写道“要是上天赐予了我二十多年多年的统治时间，再加上有些微的空余时间的话那该多好。到那时，如果有人去寻觅那已成过去的巴黎，他便会发现此举是徒劳无功的，他能寻得的也只是遗迹。”
路易-菲利普一世（1830年至1848年）在位即法国王政复古期间，自中世纪以来巴黎城市的核心部分以及巴黎的建设方案几乎没有改变。那时就如同巴尔扎克的小说以及在维克多·雨果的《悲惨世界》中发生在1832年的著名起义里所描述得那样，就是以有着狭窄蜿蜒的街道以及许多污水池的巴黎为舞台展开的。菲利普一世时期担任塞纳省省长的克洛德·菲利贝尔·巴尔特洛，朗比托伯爵（Claude-Philibert Barthelot, comte de Rambuteau）为塞纳省的卫生设施和道路的通畅度的改善做出一定的贡献。他建设了新的但最终还是直排到了塞纳河的城市下水道、构建了更好的城市供水系统、铺设了一条180千米长的道路（位于第四区）、修建了跨越塞纳河的一座新桥、为巴黎市政厅前清理出了空间。在城岛上，他新铺设了一条跟城岛一样长的道路，以及三条穿过它的路：阿尔科莱路、城岛路和君士坦丁路（君士坦丁路在1880年易名为今天的卢泰茜娅路）。他之后又铺设了一条前往巴黎中央市场（Les Halles）的新路，从马勒赛布大道开工，这条新路也就是今天的朗比托街（Rue Rambuteau）。在塞纳河的左岸，朗比托伯爵将先贤祠的四周清理出空间，并新铺设了一条连接先贤祠的道路，以最初修先贤祠之人命名此路，即今天的索弗洛街（Rue Soufflot）。
朗比托伯爵虽然想着要大干一番，但工程的预算以及他拥有的权力受到了限制。他也没有轻易征用土地的大权来铺设新的道路。而且在当时关于巴黎住宅建筑最低卫生标准的法律并没有通过，此法直到在1850年4月拿破仑三世执政时期才通过。

### 执掌大权的路易-拿破仑和不如意的初次改造（1848–1852）

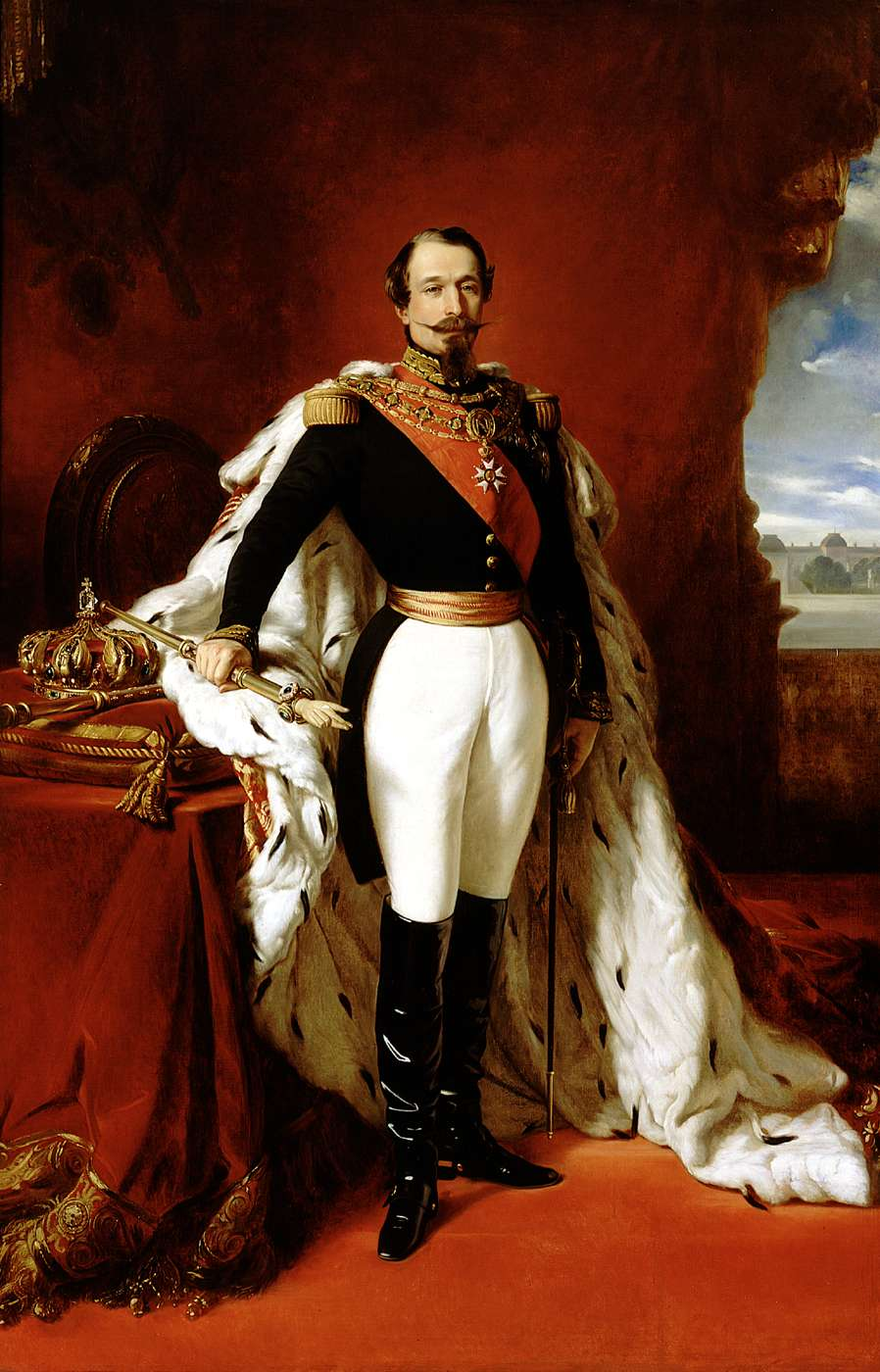
1855年拿破仑三世画像

1848年法国二月革命后国王路易-菲利普一世的统治被推翻。同年的12月10日，法国举行了首次直接总统选举，拿破仑的侄子路易-拿破仑·波拿巴在这次选举中获得74.2%的选票而担任总统。虽然他的成功当选可能是他那响亮的名称（拿破仑），但也可能归功于他在选举前做出消除国内的贫穷和提高普通国民的生活水平的承诺。路易-拿破仑·波拿巴虽然是在巴黎出生，但他很少待在那个城市，自七岁起就长期离家甚至流亡在外，他到过意大利、瑞士、英国和美国，他也曾因试图推翻路易-菲利普一世的统治而被关入监狱。在英国时，他对伦敦宽阔的道路、广场和大型的公共公园留下了深刻印象。1852年路易-拿破仑·波拿巴向公众演讲中发表宣言“巴黎乃法国之心脏，来用我们的努力建设一座伟大的城市吧！来让我们为她开辟新的道路吧！来让我们将没有光照和新鲜空气的工人阶级的住所变得更加卫生宜居吧！并让充满生机的光穿透各位内心的墙，让这光到达各个地方！”路易-拿破仑·波拿巴就任总统不久后就支持了为巴黎工人们建立住房补贴的项目，这个项目付诸了实际，即拿破仑城（Cité Napoléon），其修建在今巴黎第九区罗什舒阿尔街。在路易-拿破仑·波拿巴的提议下他重新启动了之前拿破仑未完成的旧业，这个工程把在拿破仑手里延伸到了卢浮宫的里沃利街最终延伸到巴黎市政厅。也是在这一时期，路易-拿破仑·波拿巴以位于英国的海德公园为效仿的对象，在巴黎市西郊兴建起比其更大型的布洛涅森林公园。拿破仑三世希望这两项工程能在他任职期结束前（1852年）竣工，但因时任塞纳省省长让-雅克·贝吉（Jean-Jacques Berger）缓慢的工程进展，路易-拿破仑·波拿巴的愿望落空。省长没能将里沃利街快速的向前延伸，而布洛涅森林公园最初的修建计划也差点毁了这个公园。布洛涅森林公园最初的设计草图主要由建筑师雅克`伊纳斯·希托夫绘制，他曾设计了巴黎的协和广场。在路易-拿破仑·波拿巴的指示下效仿海德公园的设计，公园内有两座人工湖，彼此之间由溪流连接。但设计师们忽视了两座人工湖的高差，如果按最初的设计方案位置较高的人工湖水会经溪流自动流入位置较低的人工湖。
1851年末，在路易-拿破仑·波拿巴任期结束将至时，里沃利街延伸工程和公园的建设距离完成遥遥无期。路易-拿破仑·波拿巴想在明年的选举中连任，但1848年宪法并没有赋予他连任的权力。1851年7月国民议会上关于总统连任的修宪的投票决议未超过三分之二，因而遭到否决。1851年12月2日路易-拿破仑·波拿巴成功发动政变，之后他将他的政敌或逮捕或流放、驱逐处理。次年1852年路易-拿破仑·波拿巴称帝，号称拿破仑三世，并制订了新的宪法即1852年宪法。

## 奧斯曼的改革

### 乔治-欧仁·奥斯曼登上历史舞台，构造巴黎市内的大十字路（1853–59）

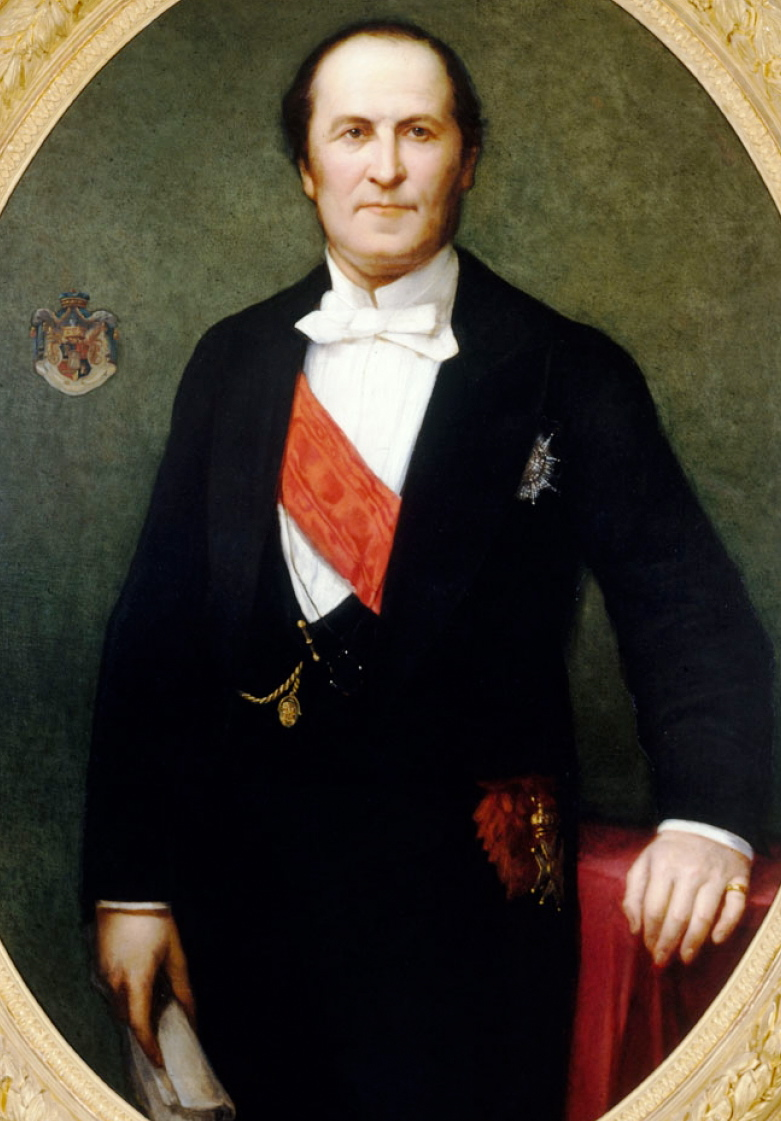
1860年奥斯曼画像

拿破仑三世解雇了让-雅克·贝吉，开始寻找一位干事高效率的理事。时任内政部长的维克多·德·佩西尼（Victor de Persigny）曾会谈过几位有意当选之人，最终他向拿破仑三世推荐了乔治-欧仁·奥斯曼。在维克多·德·佩西尼印象里，奥斯曼勇敢直率、精力充沛，干劲十足、有胆识、有着能迎接并战胜挑战，避开险阻障碍的能力。奥斯曼于1853年6月22日就任塞纳省省长，并在29日那天开启了他的工作，以及得到拿破仑三世的指令，给巴黎更多开拓的空间，让市内空气流通，将巴黎市内各个分散的部分聚合起来，以及让巴黎变得更美。
奥斯曼立刻就开始动工执行拿破仑三世第一阶段吩咐的要求，通过修建东西向的里沃利街和圣安托万路，南北向新建的塞瓦斯托波尔大道和斯特拉斯堡大道，形成了便于巴黎市内交通的大十字路。大十字路的构建早在法国大革命时期的国民公会上就提及了，并由拿破仑首次动工建设，拿破仑三世也下决心使之成为现实。1853年，里沃利街的工程被更早的提上日程，因为拿破仑三世想要它在1855年将在巴黎举办的世博会前竣工，同时他也想让大型的卢浮宫百货公司落户这条道路，同时也用它来接待参观世博会的外国来宾.。
在拿破仑三世的统治下，奥斯曼掌握的权力超过一切前任的省长。1851年2月法国参议院上简化了征收土地的法令，并给予了奥斯曼征用任意一条新的街道两边土地的特权，且只须要向皇帝报告，无须向议会报告。这时期的法国议会由拿破仑三世操控，他通过议会为奥斯曼拨了五千万法郎，但还是不够。于是拿破仑三世向创办了属于投资类的动产信贷银行（Crédit mobilier）的佩雷尔兄弟（Frères Pereire）（艾米尔和伊萨克）求助。佩雷尔兄弟以获得经营街道沿线不动产权为条件，向奥斯曼的街道建设资助了两千四百万法郎。这也成为了日后奥斯曼所有工程建设的标准模式。
为了赶在最后期限前完成，建设中的里沃利街上的三千多位工人热火朝天、夜以继日地工作着，并最终建成，卢浮宫百货公司也于1855年3月开业，及时地接待了世博会的各国来宾。除此之外，里沃利街和圣安托万路间也有了交汇点，卡鲁索广场也改变了模样，在卢浮宫回廊前有了一座新广场：圣日耳曼奥赛尔广场。其它的还有清理了巴黎市政厅和夏特雷广场前的空间。奥斯曼还加宽了连接巴黎市政厅和巴士底广场间的圣安托万路，在这一过程中他慎重的保留下了旭丽府邸和玛耶讷府邸（Hôtel de Mayenne）两座建筑，但加宽过程中也毁掉了不少中世纪或是近代的建筑物，以及一些老旧的、狭窄幽暗的街道也消失在地图上了。
1855年奥斯曼开始向南北向的道路进军，以塞瓦斯托波尔大道和斯特拉斯堡大道建成为开端，切过巴黎市区内一些最拥堵和最不卫生的街区，街区内圣马丁街和圣但尼街间的地方也曾爆发过严重的霍乱。之后奥斯曼在他的回忆录中满意的写到“这些地方是老旧巴黎的"内脏"，是一个接一个不再存在的的会爆发暴乱的街区和阻塞道路的街区的"内脏"。”塞瓦斯托波尔大道终点为夏特雷广场，并通过新建设的兑换桥左岸的城岛上一条新铺设的道路相接。左岸的南北向的圣米歇尔大道是奥斯曼南北向道路南延下一工程，开工于1855年并最终于1859年完工，这条路起于圣米歇尔广场止于天文台路。
在南北向大道建设完毕后夏特雷广场成为了奥斯曼巴黎建设的中心地带，奥斯曼还将建于拿破仑一世时期的纪念战争胜利的喷泉搬到了夏特雷广场正中。之后奥斯曼又在广场两边建起了夏特雷剧院和城市剧院。

### 奥斯曼的第二阶段工程开始，大道的网状化是下一个目标（1859–1867）
在第一阶段中奥斯曼共新建成了9,467米长的大道，并共计花费了两亿七千八百万法郎。在1859年议会正式报告上，称经调查发现奥斯曼的第一阶段工程“为巴黎带来了新鲜空气、光与卫生，并使曾经经常拥堵、难以前行似迷宫般的巴黎变得更易通行与运转，一扫了人们心中曾经狭窄、昏暗、污浊的街道印象。”第一阶段的工程雇佣了上千名工人，大多数巴黎市民满意于这一成果。1858年在得到拿破仑三世以及议会的批准后，奥斯曼雄心勃勃的第二阶段工程于1859年开工。奥斯曼打算建成网状化的大道，与建设于路易十八波旁复辟时期巴黎市内部宏达的环形道路相连接，并与在拿破仑三世心中是真正城市大门的火车站相接。奥斯曼规划了26,294米长的新大道，预计花费一亿八千万法郎。具体项目如下：
在右岸：
- 建起一座命名为水塔的大广场（place du Chateau-d'Eau，即今共和国广场的前身）。但按照规划一条因电影《天堂的孩子们》而出名的戏剧街将不复存在。以及新建欧根大道（今伏尔泰大道）、马真塔大道和图尔比戈街。其中伏尔泰大道成为全市最长的大道之一，组成城市东部街区的干道，一端连接共和国广场另一端与民族广场相接。
- 延伸马真塔大道至新建成的巴黎北站。
- 建成马勒塞尔布大道，连接玛德莱娜教堂与新建成的蒙索街区。这条道路的建成后，将会夷平巴黎市内一肮脏与危险盘踞并被称为“小波兰”（Petite-Pologne）的地区。这个地方到了晚上，巴黎的警察也不敢到此冒险。
- 在圣拉扎尔站前建起欧洲广场。有罗马路与圣扎尔路连接这个火车站。在这个地区还要延伸马德里路，以及建成奥柏路与阿莱维路。
- 对蒙索公园进行改造，重新对其规划设计。公园旧地的一部分改造为居民区。
- 将伦敦路及其延伸君士坦丁堡路再延伸至尚佩雷门，并命名为维利尔斯大道。
- 在以凯旋门所在的戴高乐广场为圆心向外放射的道路基础上再向外放射出几条大道：因此而诞生了今天的瓦格兰大街、克勒贝尔大街、马索大街、麦马汉大街和尼埃尔街、卡诺大街和雨果大街。
- 修建一条远至巴黎城区东南的大型公园文森森林的多梅尼大道（Avenue Daumesnil）。
- 抬升夏乐之丘（亦称作特洛卡得罗之丘））。在阿尔玛桥前建起一座新广场。还有在这个地区建成阿尔玛大街（今乔治五世大街）、帝王大街（今总统威尔逊大街）。这两条街道将与阿尔玛广场和特洛卡得罗广场相接。另外在这地区还要完工弗朗索瓦一世街、皮埃尔-查伦街、马尔伯街和马里尼亚诺街[27]。

在左岸：
- 以阿尔玛桥为起点建起波苏克大道（Avenue Bosquet）和拉普大道（Avenue Rapp）。
- 向塞纳河方向延伸德·拉图尔-莫布尔大道。
- 在丹费尔-罗什洛广场再向外放射出一条大道：阿拉戈大道。
- 建设恩菲尔大道（今拉斯帕伊大道），改善塞夫尔-巴比伦站周边的交通。
- 对圣女日南斐法山顶上的先贤祠周围的道路进行大改造。建设高布兰大道（Avenue des Gobelins）、拓宽穆浮达街的一部分（Rue Mouffetard）。另外还在南部和东部建设、改造一系列道路。

城岛上：
奥斯曼在城岛上动了“大手术”，对岛上的大部分老旧街区和道路进行了大清除。奥斯曼在岛上建起了巴黎警察局和巴黎商业法庭两个政府机构大楼，这两政府机构也占据了岛上许多土地。有两条大道在岛上建起。圣米歇尔桥和兑换桥连同附近的河流的堤岸进行了重建，形成了现在的模样。建筑师约瑟夫-路易·德约克（Joseph-Louis Duc）和奥诺雷·多梅里里外外地改造了巴黎司法宫。除此之外太子广场及周边建筑群也接受了大修大建。在一系列改造过程中，奥斯曼将找到的珠宝保存起来，并尽力做到了物归原主。巴黎圣母院前的广场进行了拓宽，圣母院的塔尖也在这时修复。奥斯曼保留了巴黎古监狱和圣礼拜堂，这座礼拜堂和古监狱是前法国君主在城岛宫殿的残存部分。
奥斯曼的这第二阶段工程广受好评，但也招致了一些批评。批判主要集中于占用卢森堡公园的大片土地来修建今天的拉斯帕伊大道以及这条道路与圣米歇尔大道的交汇点。在修建美第奇街时，奥斯曼不得不将原坐落于此的美第奇喷泉搬到了卢森堡公园内。工程建设日益增加的费用也是批判的焦点之一，最初估计造价一亿八千万法郎的26,290米长的大道，最终却投入了近四亿多法郎。那些被征用了房产的财产所有者在法庭上胜诉获得了不少赔偿，同时有不少精明的财产所有者通过编造不符实际的经济损失的谎言以提高他们房产的价值来骗取法庭更多的赔款，因而致使道路的造价不断攀升。

### 两倍大的巴黎，以及目标是向外扩展（1860）
1859年6月16日议会通过了扩展行政区的法令，11月3日法令开始生效。1860年1月，拿破仑三世正式宣布将围绕巴黎的环城道路外侧的城郊的11个市镇并入巴黎行政区内，以及一部分偏远的城镇：Auteuil、Batignolles-Monceau、Montmartre、La Chapelle、Passy、La Villette、Belleville、Charonne、Bercy、Grenelle、Vaugirard,。这些地方的居民是很不高兴的，因为等待他们的是将缴纳更高的税款和独立自主性的剥夺。拿破仑三世倒是能如愿的实现他想法，但这些被合并地区的居民是无可奈何的只有被迫接受。就这样，巴黎的行政区扩大到了现在二十个，巴黎的规模也由三千三百多公顷扩大到了七千一百多公顷，巴黎人口更是由原先的四十万人增加到了一百六十多万人。土地面积的扩大便为奥斯曼未来的工程建设提供了更为广阔的舞台，在未来会有新的大道连接市区与这些郊区。于是奥斯曼为连接市区西南的奥图市镇和帕西市镇，他建起了米歇尔-安热大道、莫利托大道和米拉波大道。他在西北部的拉普兰-蒙所街区修建了马勒塞尔布大道、瓦格兰大街和维利耶大街。在西北部的地区他又建起了连接城区的马真塔大道和纳诺大道，并一直延伸到了巴黎城门小教堂门。

### 奥斯曼的第三阶段，背后潜在的危险（1869–1870）
城市革新的第三步于1867年提出并于1869年得到批准，但与前两次不同的这一次受到了更为激烈的反对。大环境下自1860年起，拿破仑三世开始推动他的帝国民主与自由化，赋予了议会与反对派更多发声的机会。拿破仑三世在巴黎并不像国家的其他地方那样受欢迎，在议会的反对派共和党员们把攻击的矛头也指向了奥斯曼。但奥斯曼视那些反对意见于无物，专心于他的第三阶段的工程建设。他规划了总共28千米长的新道路，预计投入两亿八千万法郎。
在右岸:
- 香榭丽舍大道的新绿化工程。
- 水塔广场（今共和国广场）竣工。并建设阿曼狄街，延伸帕蒙蒂耶大道。
- 御座广场（今民族广场）竣工。并以此为起点放射出腓力·奥古斯都大道、塔耶堡大道和布汶大道。
- 延伸科兰古大道，并为科兰古桥的修建做准备。
- 建沙托丹街道。在洛雷特圣母院建筑前清理出空间，并让巴黎圣拉扎尔站、巴黎北站和巴黎东站这一片区交通更加通达。
- 完成巴黎北站建筑前腾出空间的任务，将莫伯日街延伸至与夏贝尔大道相接，将老佛爷街延伸至庞丹门。
- 歌剧院的广场（歌剧院广场）在先前的一二阶段已经完工，现在需要建成这座歌剧院。
- 将奥斯曼大道从圣奥古斯丁广场处延伸至托同尼街处。
- 修建洛卡得罗广场，并以此放射出威尔逊总统大街和亨利·马丁（法国知名历史学家）大街。
- 修建维克多·雨果广场，以此放射出马拉科夫街与比若街。
- 让香榭丽舍大道圆形广场（环形交叉点）和修建罗斯福大道、波艾蒂路的工程竣工。

在左岸:
- 以协和桥连接到左岸为起点，巴克街为终点，建起圣日耳曼大道。
- 延伸格拉斯谢尔街，清整蒙日广场[34]。

奥斯曼身后的危机骤然浮出水面，不久他便身陷到来自反对拿破仑三世者的强烈抨击之中，他不能再继续干下去了。

### 奥斯曼最终失势下台（1870），巴黎改造工程后继完成（1927）
时间来到1867年，议会里拿破仑三世的反对派领袖之一的茹费里借当时有名的轻歌剧《霍夫曼的故事》（"Les Contes d'Hoffman"）之名抨击奥斯曼工程预算为“奥斯曼的难以置信的账目（Les Comptes fantastiques d'Haussmann）”。虽然在1869年5月的立法选举中第二帝国政体得以延续，但反对派也赢得了总票数的近45%。而在巴黎，波拿巴主义者的候选人得到了77,000票远逊于赢得234,000票的共和派候选人，共和派并取得了巴黎立法委员会九个席位的八个。此外拿破仑三世病情日趋严重，并身陷于这场将导致战争爆发的政治危机中。1869年12月27日，反对派以及猛烈批判奥斯曼的埃米勒·奥利维耶被拿破仑三世指派担任新一任总理，1870年1月拿破仑三世屈服于反对派的意见要求奥斯曼辞职，但奥斯曼拒绝了这个请求，最终非常不情愿的奥斯曼在1月5日下台。而另一方，普法战争，法国战败，拿破仑三世被俘，帝国覆灭。
在日后的《回忆录》中奥斯曼写道“在那些喜欢惯常事物，但又不适一成不变的巴黎人的眼中，我确实是犯了两个错。第一：在我接手改造的这七年时间里，我可把巴黎狠狠地'折腾'了一番，这无疑就打扰了巴黎市民的日常生活。第二：这些被打扰的巴黎市民每次来市政厅时面对的都是同一个省长。”
后来的塞纳省长让-夏尔·阿尔方（Jean-Charles Alphand，1817-1891）接手了未完成的改造工程，他也是奥斯曼改造巴黎时公园和绿化部的部长。阿尔方对奥斯曼的改造计划的核心持有敬意。尽管新成立的法兰西第三共和国的领导人们在第二帝国时期对拿破仑三世和奥斯曼进行了无情地批判，他们还是把拿破仑三世和奥斯曼未完成的事业进行到了底：
- 1875年- 巴黎歌剧院完工，并于1月5日在内举办了歌剧院落成仪式。帕特里斯·麦克马洪、阿方索十二世等出席仪式
- 1877年- 圣日耳曼大道通车
- 1877年- 歌剧院大街建成
- 1879年- 亨利四世大道完工
- 1889年- 共和国大街建成
- 1907年- 拉斯拜尔大道完工
- 1927年- 奥斯曼大道建成[38]

### 巴黎的“葱郁空间”：绿地——公园和园林们
在巴黎改造之前，在市区范围内的杜乐丽花园、卢森堡公园、巴黎皇家宫殿，再算上属前法王路易-菲利普一世家族财产的蒙索公园和历史悠久的巴黎植物园，就是这座城市所有的公共绿地了。开建大型城市绿地布洛涅森林的构想自拿破仑三世掌权以来就付诸于了行动，他还为让巴黎市民更好地休闲娱乐而计划修建更多的公园，特别是建设在伴随城市扩张中诞生的新城区内。像海德公园这些在伦敦的这些公园深深地吸引了拿破仑三世，他想在巴黎也有这种绿地，且还要更大规模的。奥斯曼在日后的《回忆录》中用到了“葱郁空间”一词即“散步和植栽的场所”来称呼这项为城市提供呼吸系统的工程。他将绿色空间分为了城市周边的公园、城市内部封闭公共空间和开敞的、园林化的散步场所，而城市内部的公共空间又划分为：经过改造的私家园林、全新建设的公园、小巧简朴但是数量众多的公共小花园。
1853年受奥斯曼之邀，来自进修于巴黎综合理工学院和国立桥路学校的建筑学专家让-夏尔·阿尔方加入了这次巴黎改造工程团队。一同来的还有园艺家和景观设计师的让-皮埃尔·巴里埃-德尚（Jean-Pierre Barillet-Deschamps），随后在覆盖巴黎市区核心范围的造园计划出台，东南西北“四大公园”：城市西翼的8.46平方千米的布洛涅森林（1852–1858），东翼的9.95平方千米的文森森林（1860–1865），城北的肖蒙山丘公园（1865–1867），城南的蒙苏里公园（1865–1878）。作为四大公园的补充，奥斯曼与阿尔方还重新设计改造了蒙索公园与卢森堡公园。就这样，在十七年间内，在城市两千多公顷的公园绿地上栽下了近六十多万株树，这在巴黎历史上是前所未有之事。
《回忆录》中奥斯曼提到，拿破仑三世曾吩咐“在巴黎各区内争分夺秒搞绿地建设，人有多大胆，公园就有多大产。我们是要为巴黎市民服务。在伦敦，不分富贵贫穷的家庭，都已实现能在公园里安心休息。”一声令下，奥斯曼开辟了24个新的广场，其中有17个分布在老市区内，并为城市增加了十五万平方米的绿地。阿尔方将这些小的公园称作“有绿幽幽、鲜花盛的沙龙”。奥斯曼梦想着能在八个区都开辟一个公园，那样到一个公园步行时间便不会超过十分钟。毋庸置疑，绿地的开辟之效立竿见影，让巴黎市民看得见青山绿水，享受到了实在的发展成果。

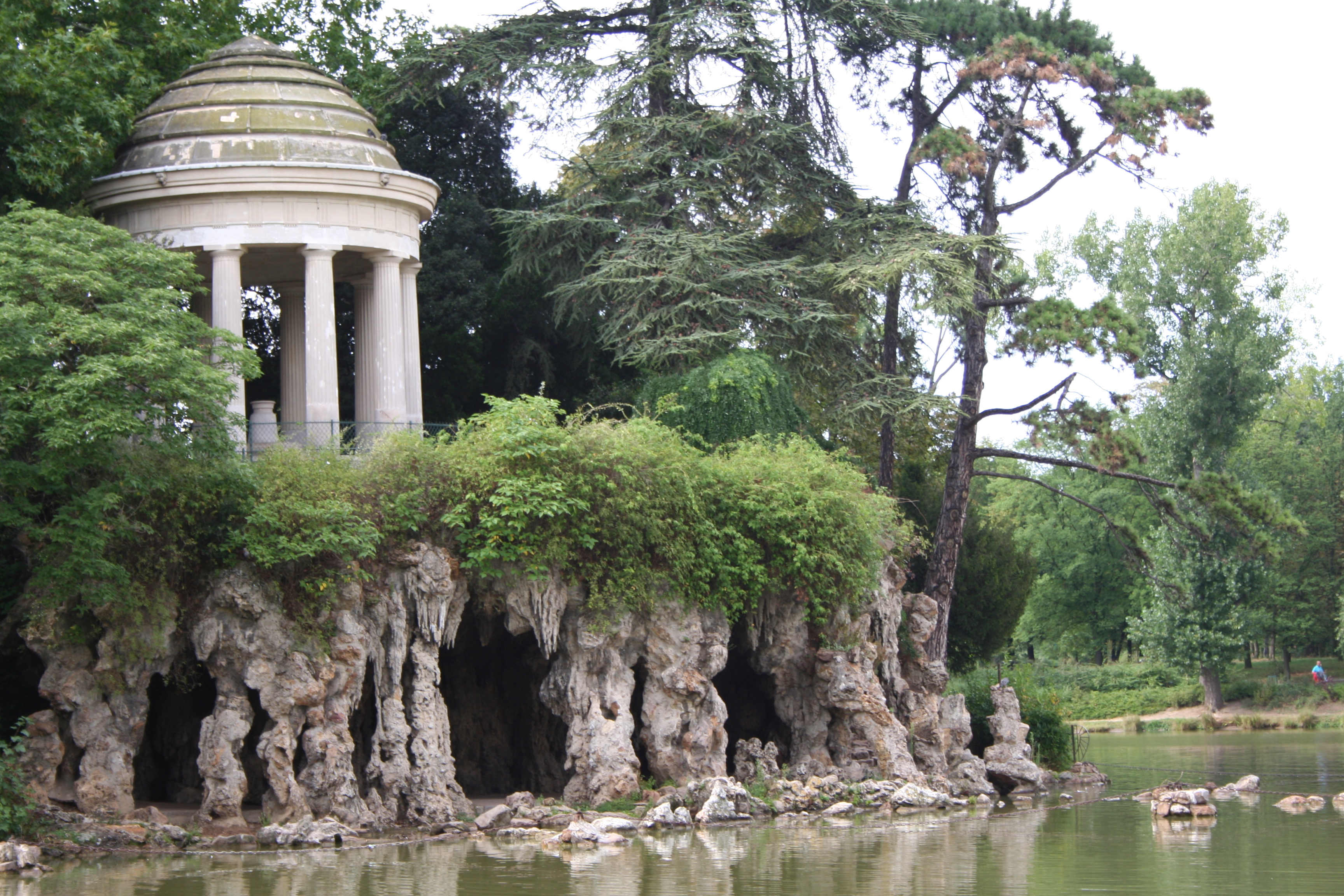
巴黎最大的公园文森森林（1860–1865）,当时作为改善巴黎城东工人阶级生活而开辟的城市绿肺
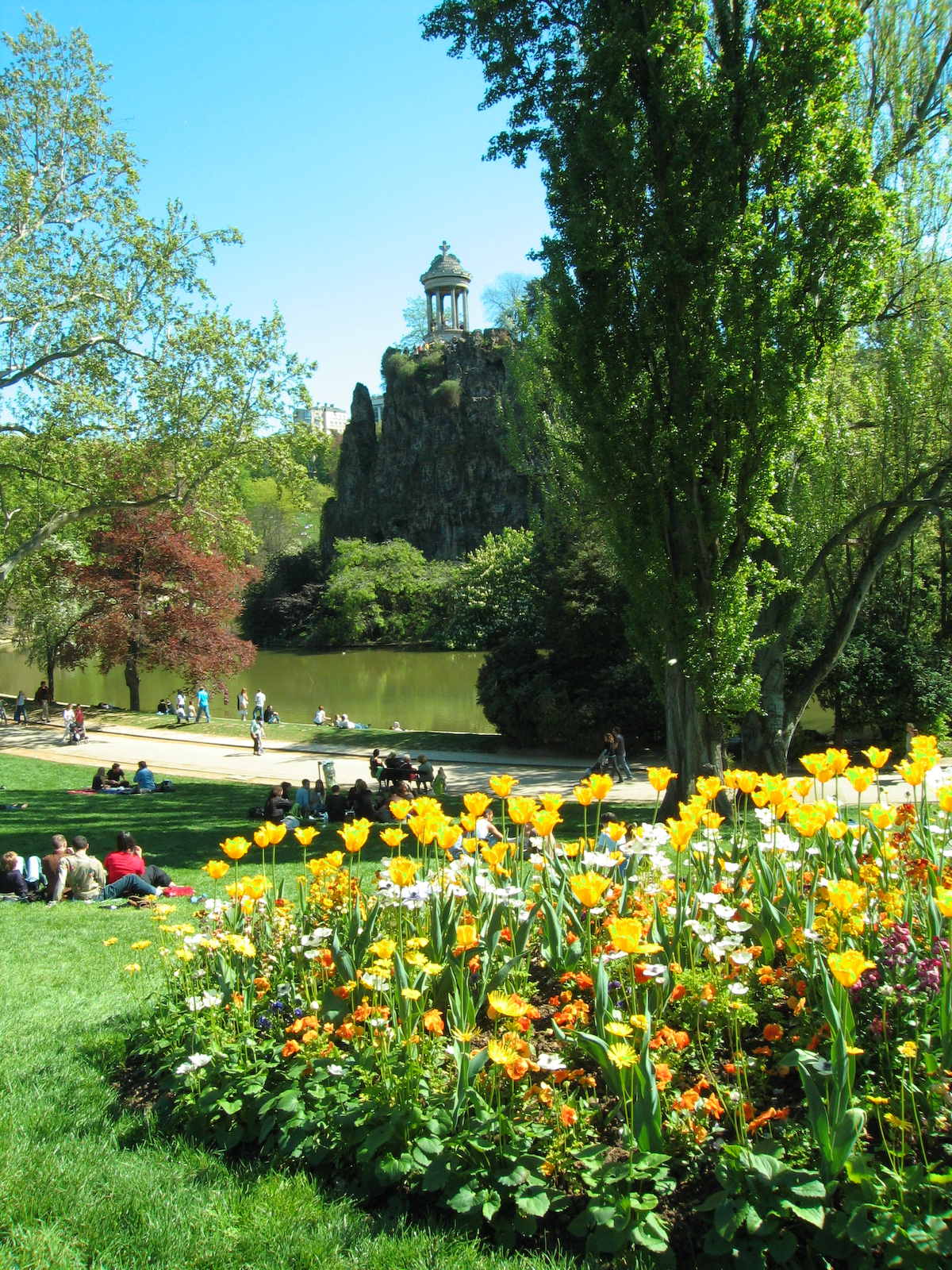
坐落在城市的东北郊的肖蒙山丘公园（1867），其前身是石灰石采矿场
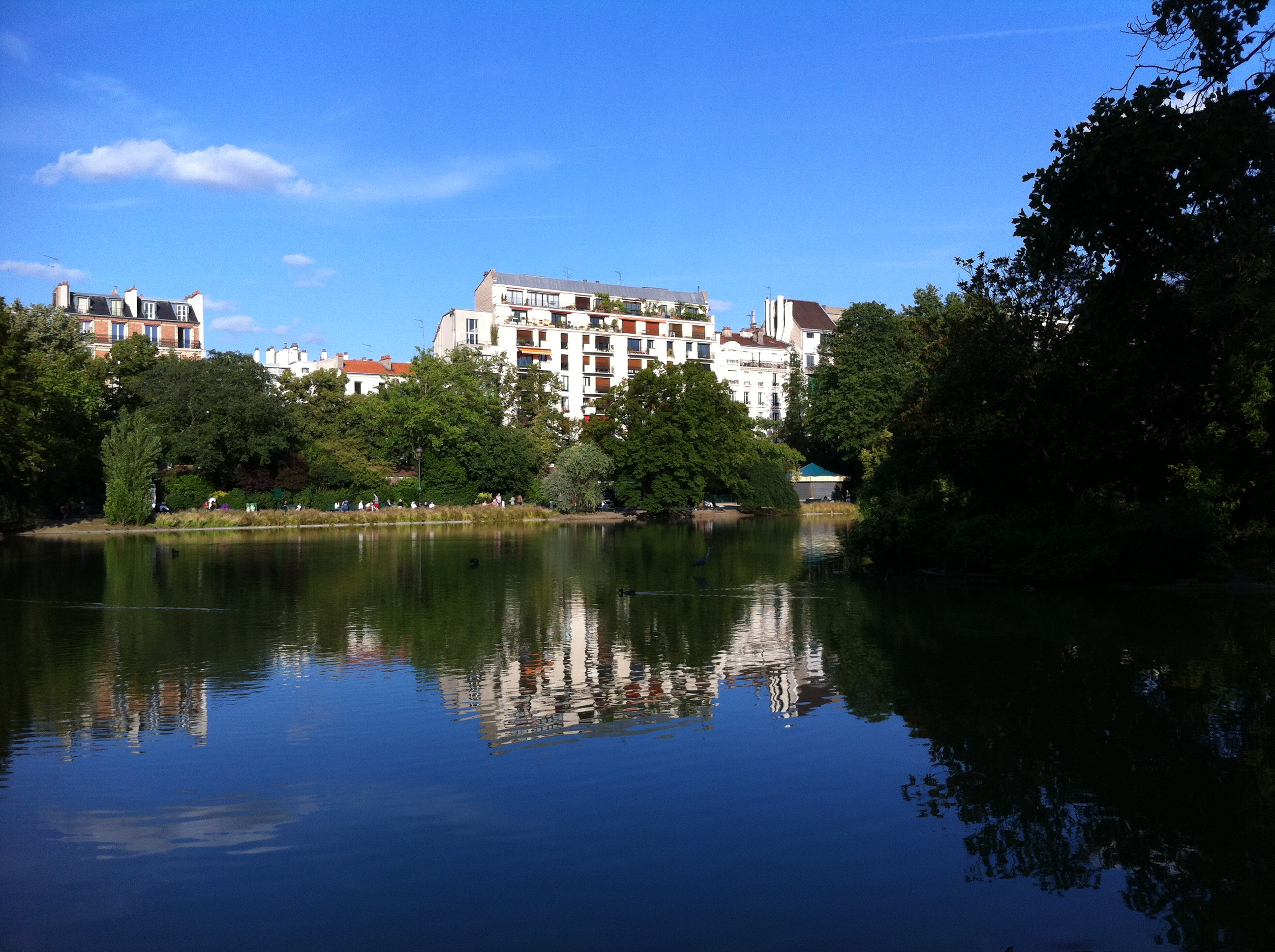
巴黎城南的蒙苏里公园 （1865–1869），
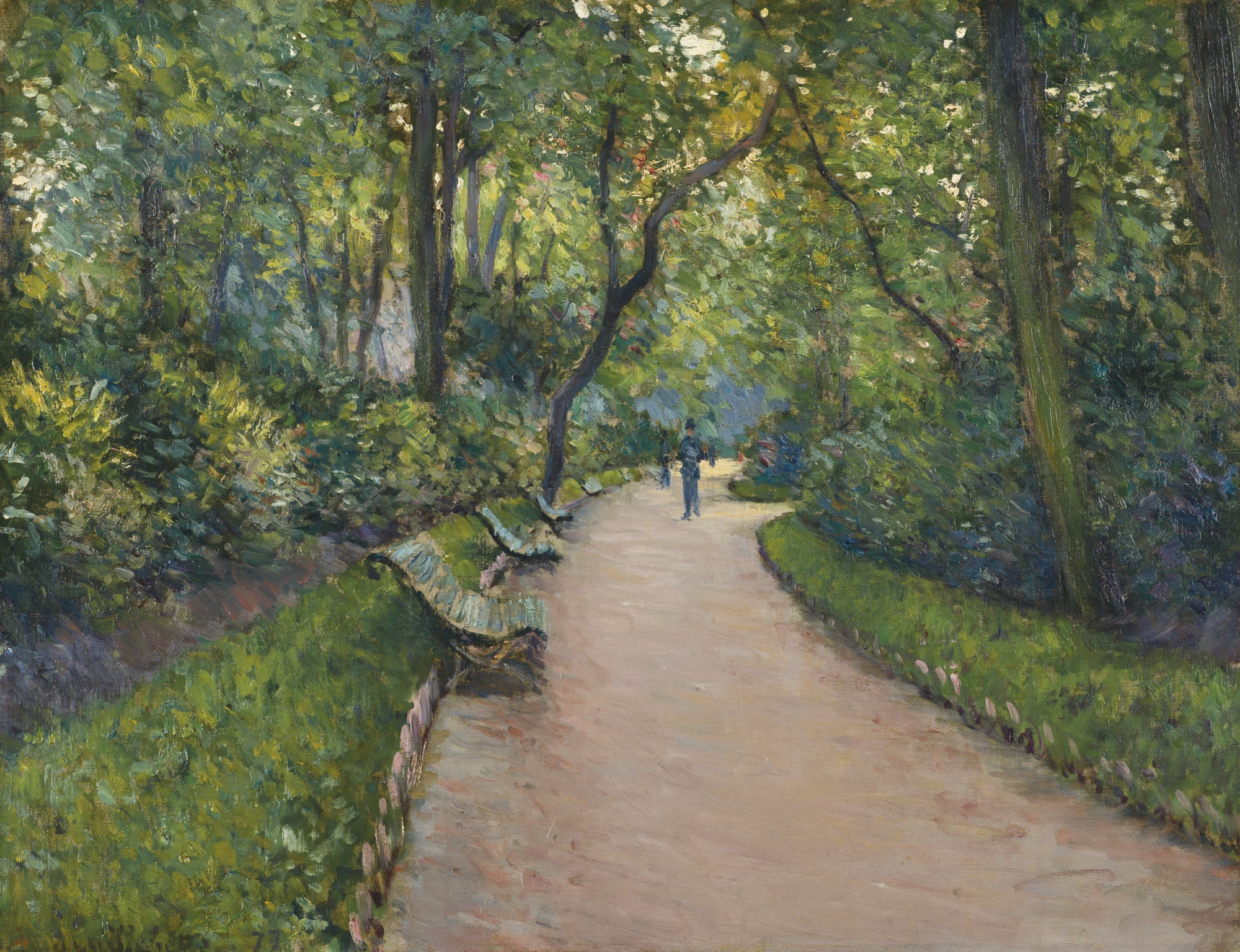
蒙索公园（1852）由前法王私家庭园改造而来，并在其一角建成了新的居住区（古斯塔夫·卡耶博特绘）
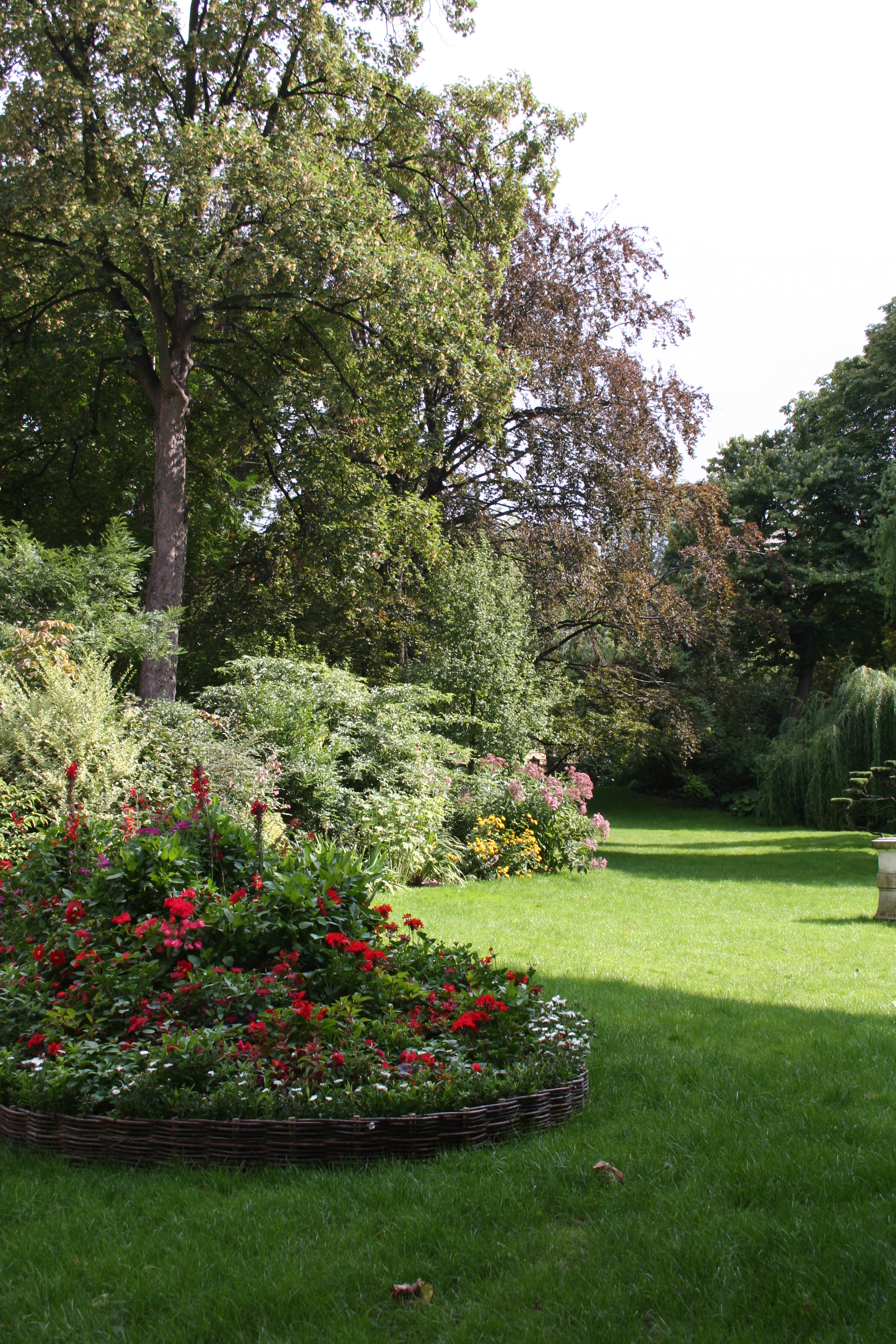
奥斯曼开辟的众多新广场之一的巴蒂诺勒广场（1862）

### 巴黎改造的改造建筑
在拿破仑三世以及奥斯曼的委派下，巴黎室内诞生出了各式各样的建筑物。其中不乏传统样式的，也有如以钢筋玻璃大棚而知名的巴黎大堂为代表的缺标新立异的一类，亦有由受拿破仑三世安排，查尔斯·加尼叶设计，直到1875年才竣工的巴黎歌剧院这一类难以归类的建筑。林林总总的那些市政大厅、剧院、公园长椅还是便亭，在其背后都是经由加布里埃尔·戴维之手的。

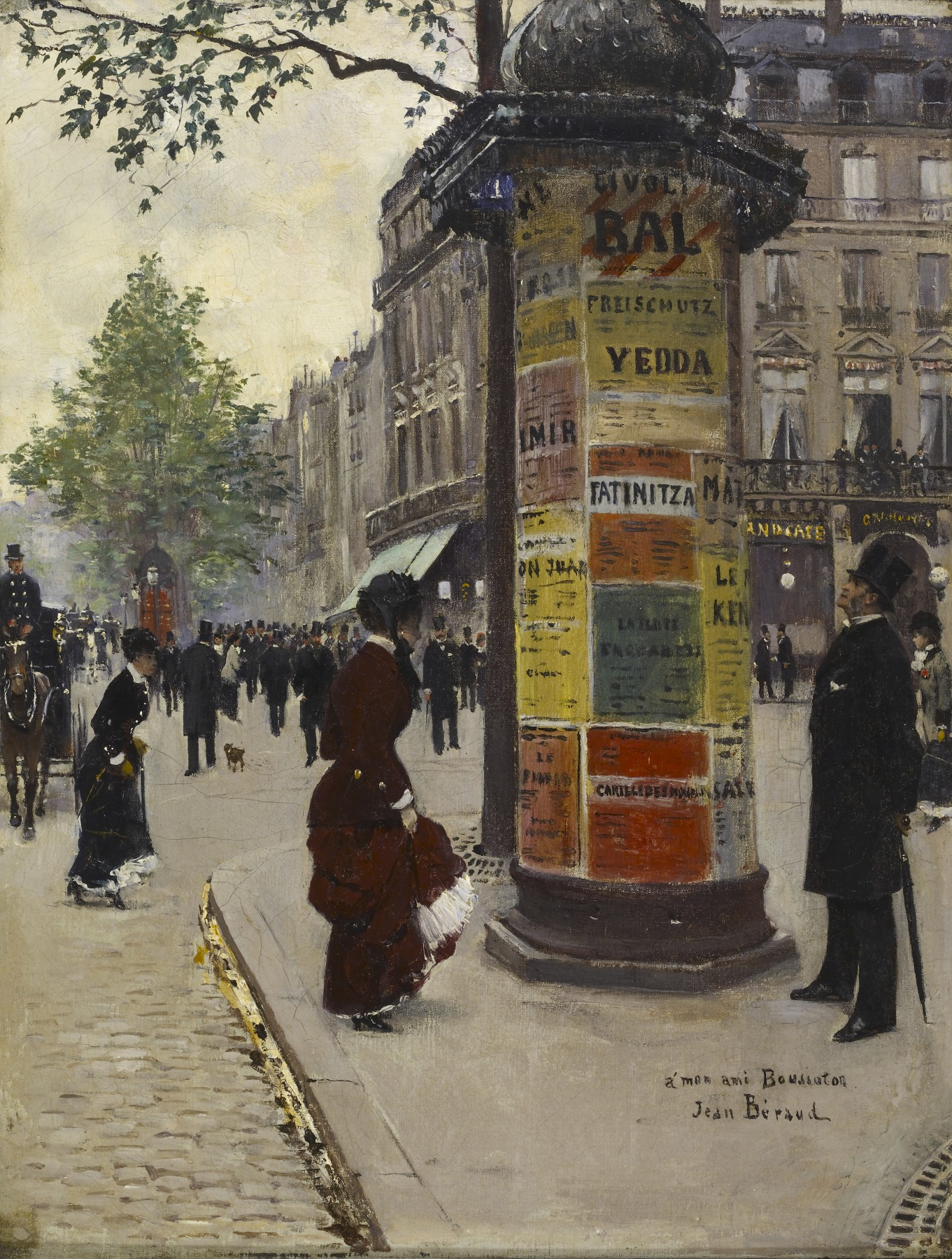
由奥斯曼引入的六棱柱广告筒，法国画家让·毕候（Jean Béraud）绘
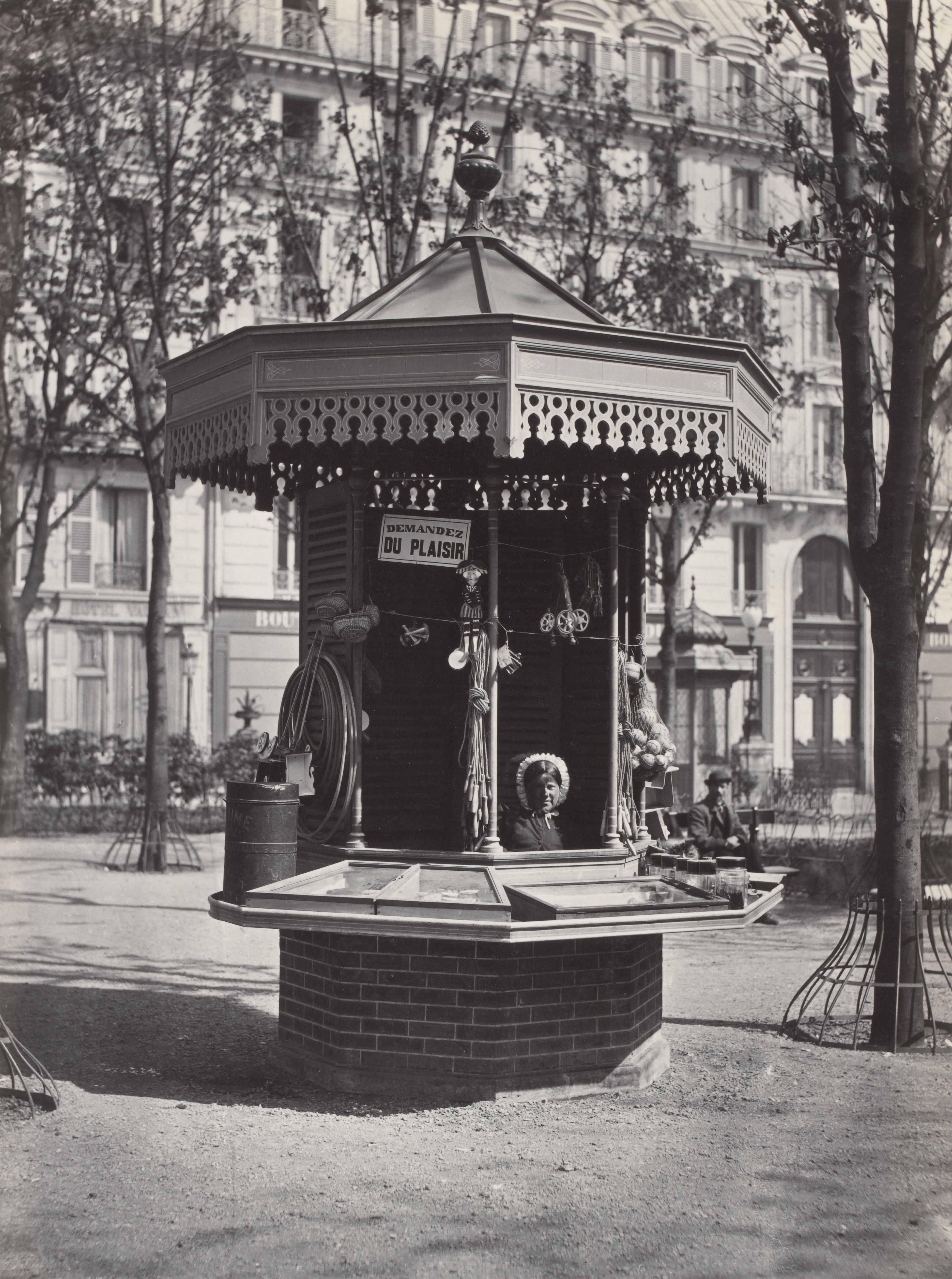
一个开在今埃米勒-绍特普斯广场的老书报亭（kiosk ）样式的小卖部（约1860年）
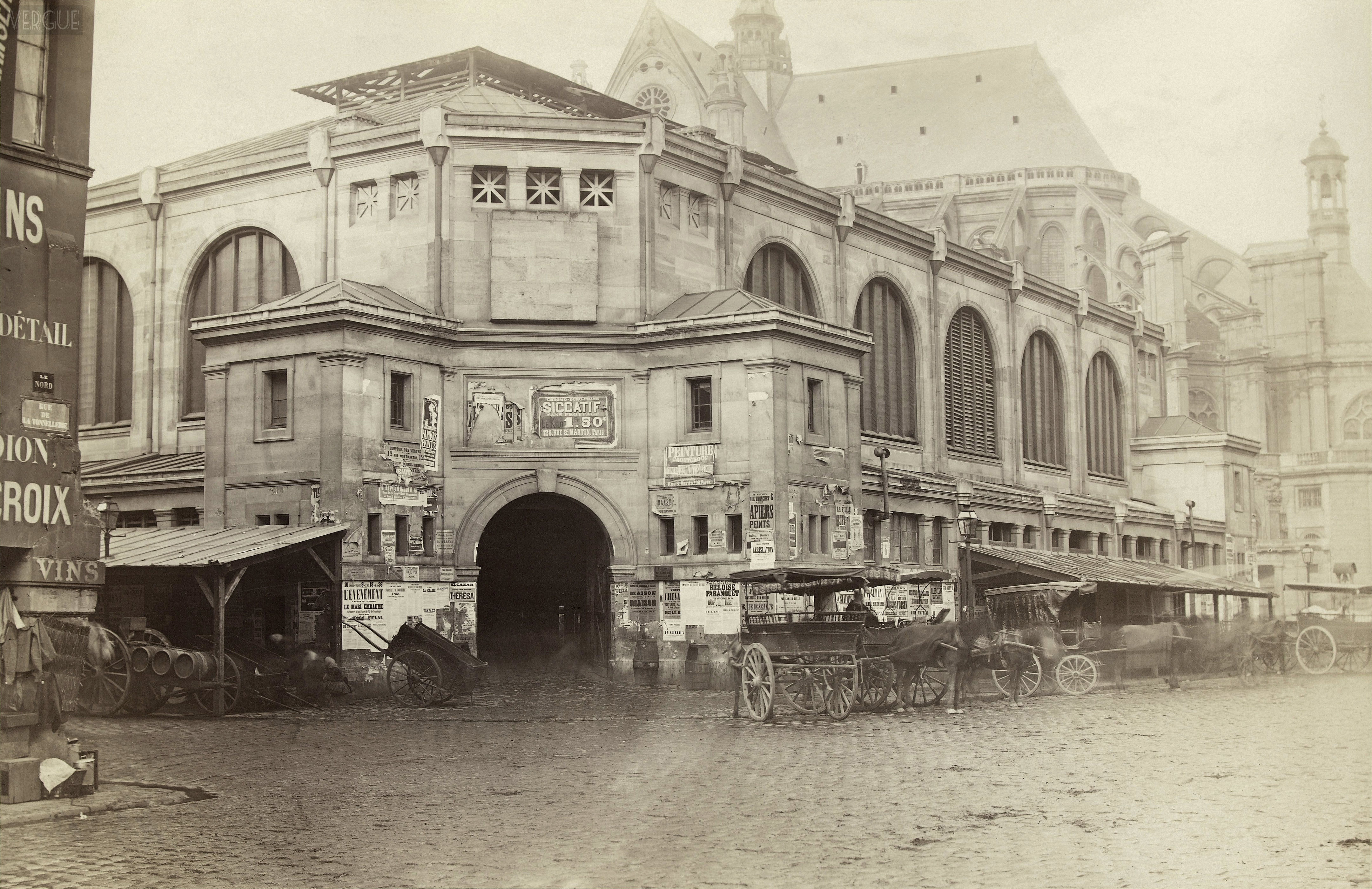
维克多·巴尔塔（Jean Béraud）设计的巴黎中央市场（Halles de Paris,1870）。在上个世纪七十年代被拆除，留下了的一部分搬移至马恩河畔诺让，成为艺术表演场所
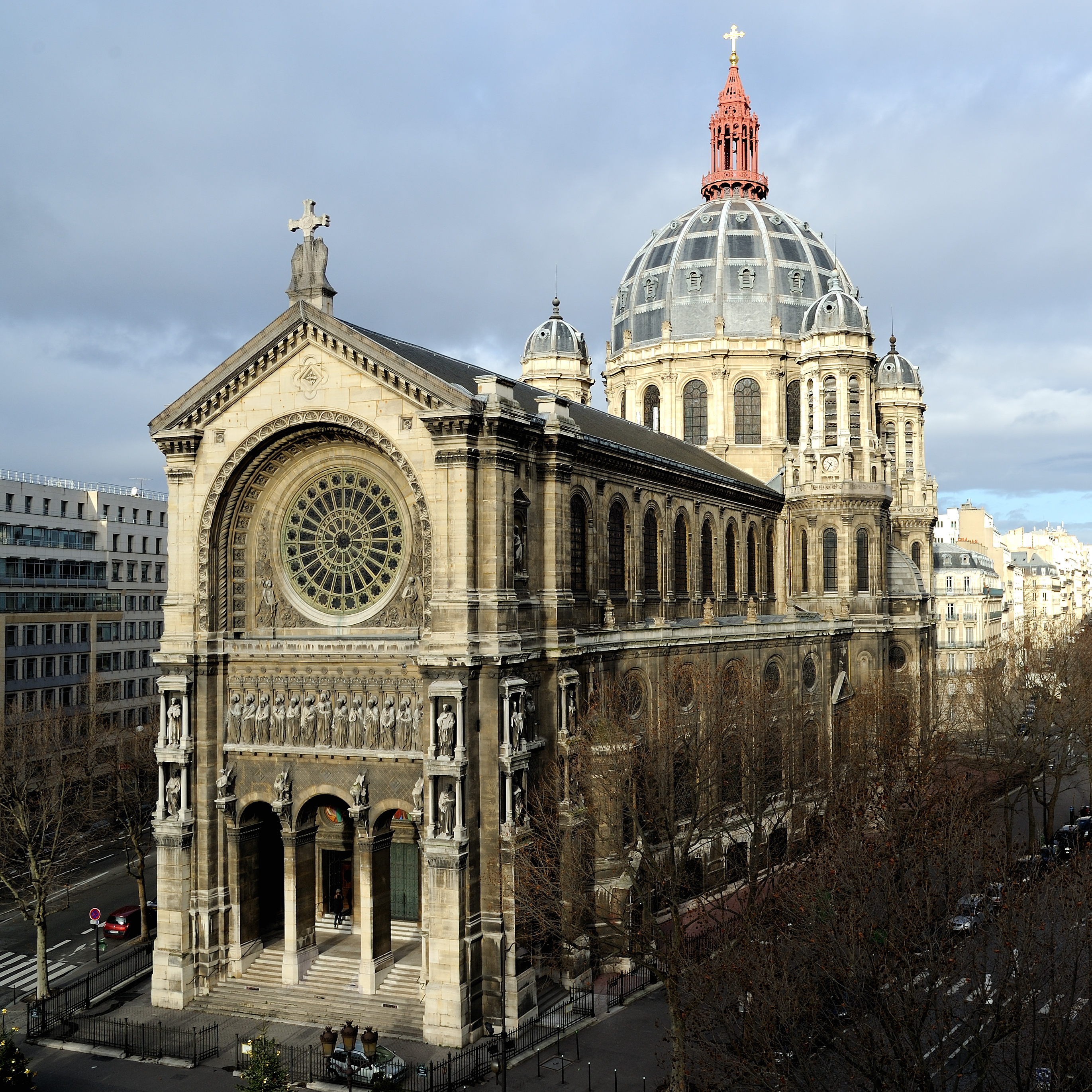
同样是由维克多·巴尔塔设计的圣奥斯定堂 (1860–1871)，兼具哥特式和罗曼式，是巴黎首批大规模金属结构的建筑
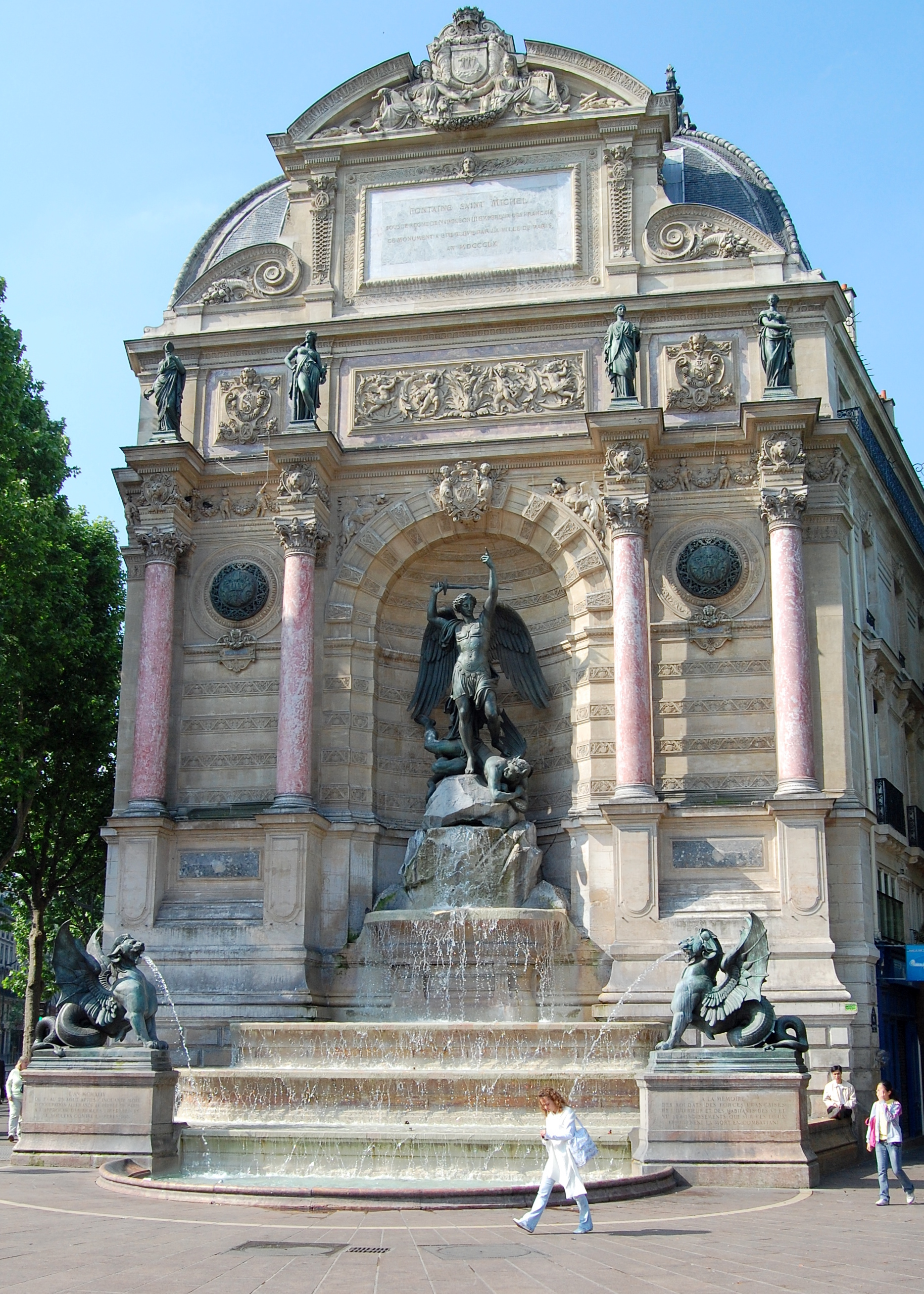
加布里埃尔·戴维设计的圣米歇尔喷泉 (1858–1860)，是圣米歇尔大道的起点
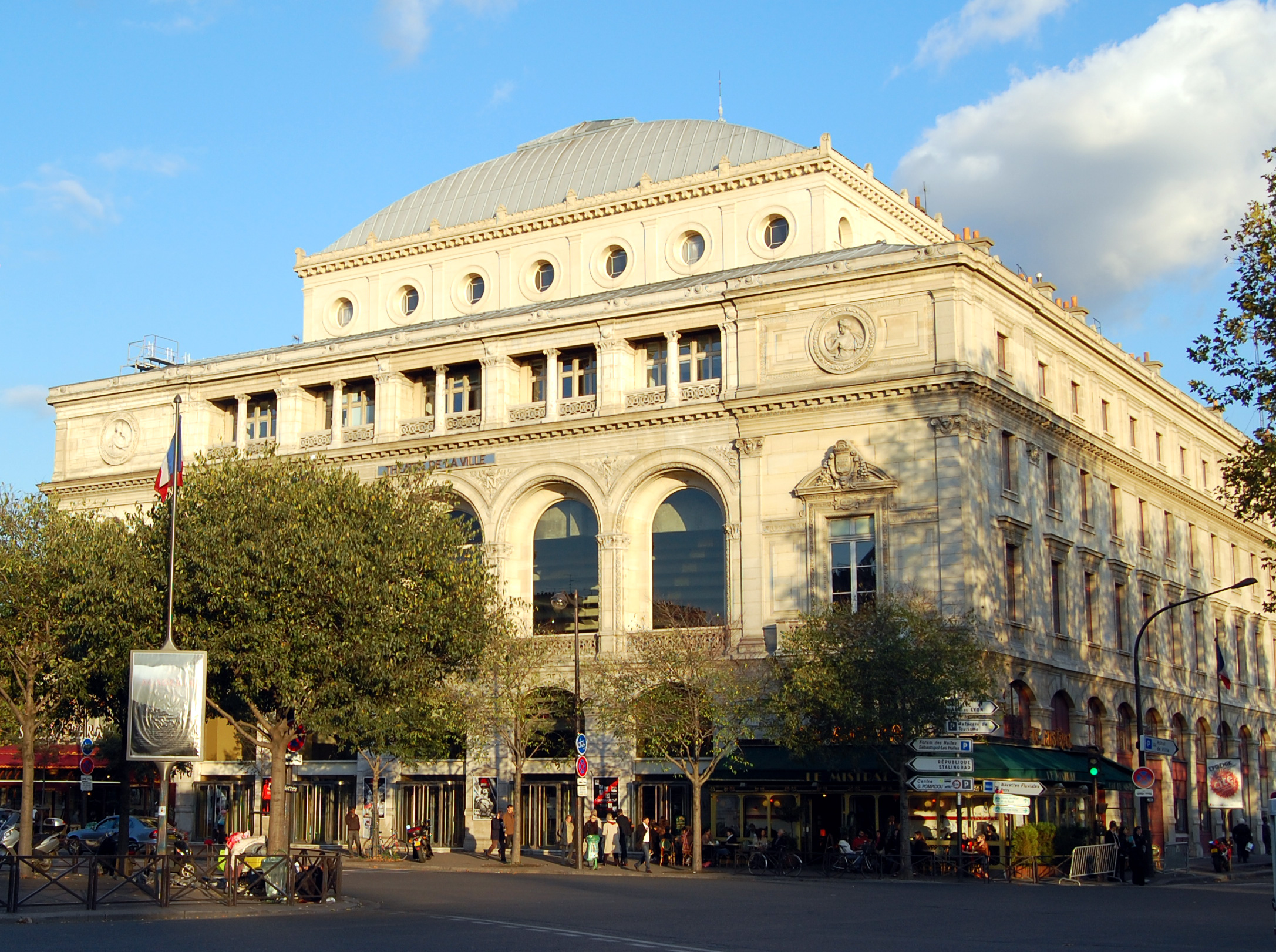
夏特雷广场所建的两个剧院之一的城市剧院

### 引用
1. ↑  de Moncan, Patrice, Le Paris d'Haussmann
2. 1 2  cited in de Moncan, Patrice, Le Paris d'Haussmann, 第10页.
3. ↑  de Moncan, Patrice, Le Paris d'Haussmann, 第21页.
4. 1 2  de Moncan, Patrice, Le Paris d'Haussmann, 第10页.
5. ↑  Maxime Du Camp, Paris, Vol. 5: Ses Organes, p. 333
6. ↑  Maneglier, Hervé, Paris Impérial, p. 19
7. ↑  Maneglier, Hervé,  Paris Impérial, La vie quotidienne sous le Second Empire.
8. ↑  James Stevens Curl, A Dictionary of Architecture and Landscape Architecture （页面存档备份，存于）, s.v. "Quatremère de Quincy".
9. ↑  Maneglier, Hervé, Paris Impérial, La vie quotidienne sous le Second Empire, p. 8-9
10. ↑  Maneglier, Hervé, Paris Impérial, La vie quotidienne sous le Second Empire, p. 9
11. ↑  Maneglier, Hervé, Paris Impérial, La vie quotidienne sous le Second Empire, p. 16-18
12. ↑  Maneglier, Hervé, Paris Impérial, La vie quotidienne sous le Second Empire, p. 18
13. ↑  Milza, Pierre, Napoleon III,  p. 189-190
14. ↑  de Moncan, Patrice, Le Paris d'Haussmann, p. 28.
15. ↑  George-Eugène Haussmann, Les Mémoires, Paris (1891), cited in Patrice de Moncan, Les jardins de Baron Haussmann, p. 24.
16. ↑  Milza, Pierre, Napoleon III,p. 233-284
17. ↑  de Moncan, Patrice, Le Paris d'Haussmann, p. 33-34
18. ↑  de Moncan, Le Paris d'Haussmann, p.  41-42.
19. ↑  de Moncan, Le Paris d'Haussmann, p.  48-52
20. ↑  de Moncan, Le Paris d'Haussmann, p.  40
21. ↑  Maneglier, Hervé, Paris Impérial, p. 28
22. ↑  Maneglier, Hervé, Paris Impérial, p. 29
23. ↑  Jacques Hillairet , Dictionnaire historique , p. 471
24. ↑  de Moncan, Le Paris d'Haussmann, p. 46.
25. ↑   p. 64.
26. 1 2   p. 64–65.
27. ↑   p. 56.
28. ↑   p. 56–57.
29. ↑   p. 58.
30. ↑   p. 65.
31. ↑  .   [2017-01-14]. （原始内容存档于2021-01-18） （法语）.
32. ↑  de Moncan, Le Paris d'Haussmann, p. 58-61
33. ↑  de Moncan, Le Paris d'Haussmann, p. 62.
34. ↑  de Moncan, Patrice, "Le Paris d'Haussmann, p. 63-64.
35. ↑   本条目包含来自公有领域出版物的文本: Chisholm, Hugh (编). .  13 (第11版). London: Cambridge University Press: 71. 1911.
36. ↑  Milza, Pierre, Napoleon III, p. 669-670.
37. ↑  Haussmann, Mémoires, cited in Maneglier, Hervé, Paris Impérial, p. 262.
38. ↑  de Moncan, Patrice, Le Paris d'Haussmann, p. 64
39. ↑  Jarrasse, Dominique (2007), Grammaire des jardins parisiens,  Parigramme.
40. ↑  Françoise Choay, Haussmann and the Grand Reform of Paris（Ⅰ） ,p. 5
41. ↑  de Moncan, Le Paris d'Haussmann, p. 107-109
42. ↑  de Moncan, "Le Paris d'Haussmann, p. 107
43. ↑  Jarrasse, Dominque (2007), Grammmaire des jardins Parisiens, Parigramme. p. 134